# Zoo des 3 vallées
Pour les articles homonymes, voir Les Trois Vallées (homonymie).
Le zoo parc des félins, les 3 vallées se situe sur la commune de Montredon-Labessonnié, dans le département français du Tarn. Il occupe un site de 58 ha, dont le parcours à pied de 4 km dure environ 4 heures.
En 2014 il a reçu 127 038 visiteurs. En 2016, elle était de 67 873 visiteurs.

## Historique
Ouvert en 2013, le zoo fait face à une première fermeture administrative à la suite de problèmes de sécurité en 2016. Il rouvre ses portes en 2017.
Le 23 octobre 2020, un arrêté préfectoral contraint le Zoo Parc des Félins à fermer ses portes en urgence. Cette fermeture fait suite à une inspection réalisée le 19 octobre, ayant révélé de graves manquements par rapport à la santé, à la sécurité et aux conditions de détention des animaux, ainsi que des non-conformités concernant l'entretien général du parc et des enclos, la sécurité physique et sanitaire du public. Après jugement, le parc rouvre en mai 2021,.
Le parc est à nouveau fermé au public en juillet 2022, toujours pour des infractions, des questions concernant le bien-être animal ainsi que la fuite de plusieurs loups en 2021. En 2023, il reste 300 animaux sur place, le zoo ayant été reclassé en « parc d’élevage »,,.

## Galerie

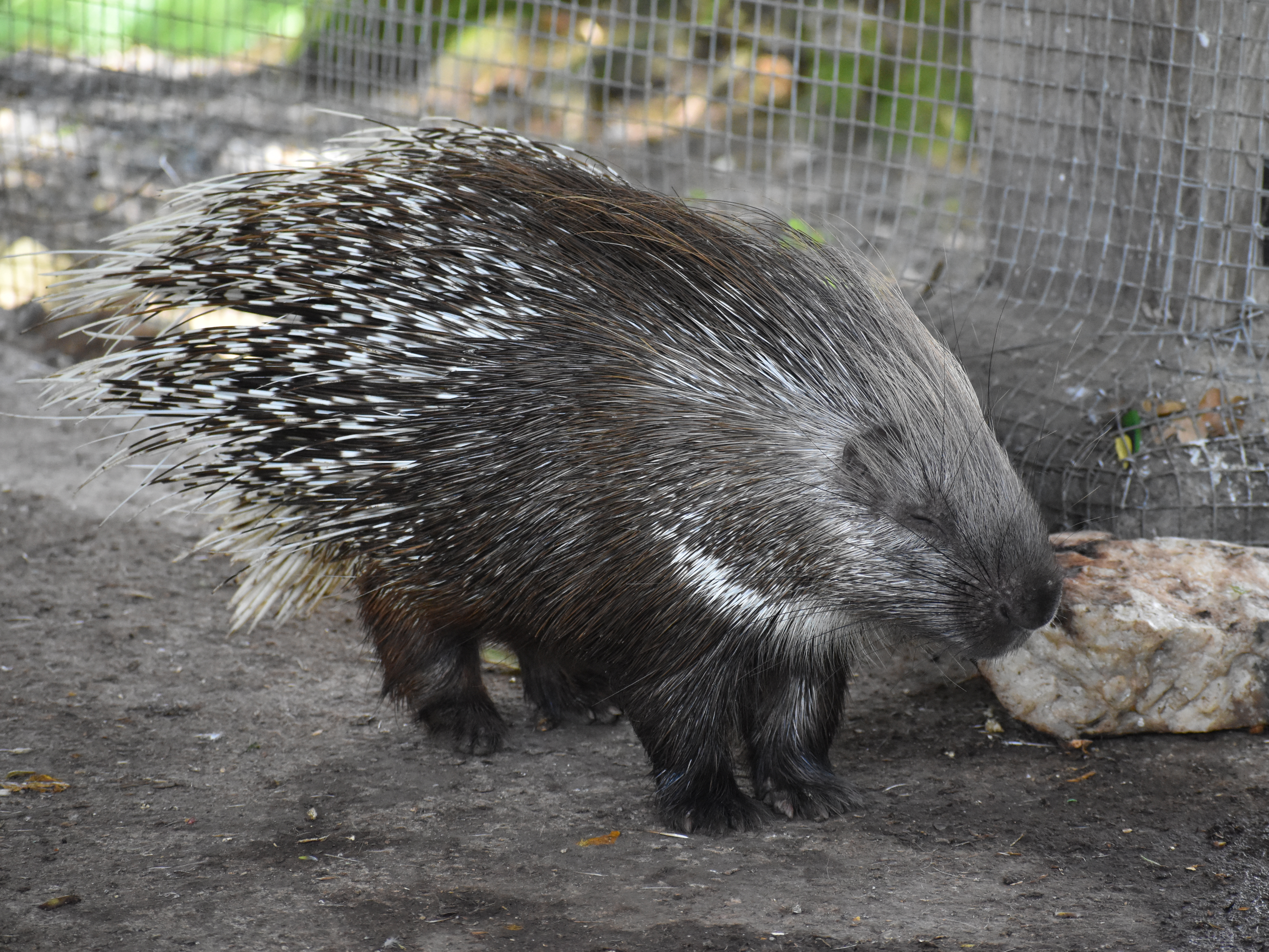
Porc-épic (Hystrix africaeaustralis)
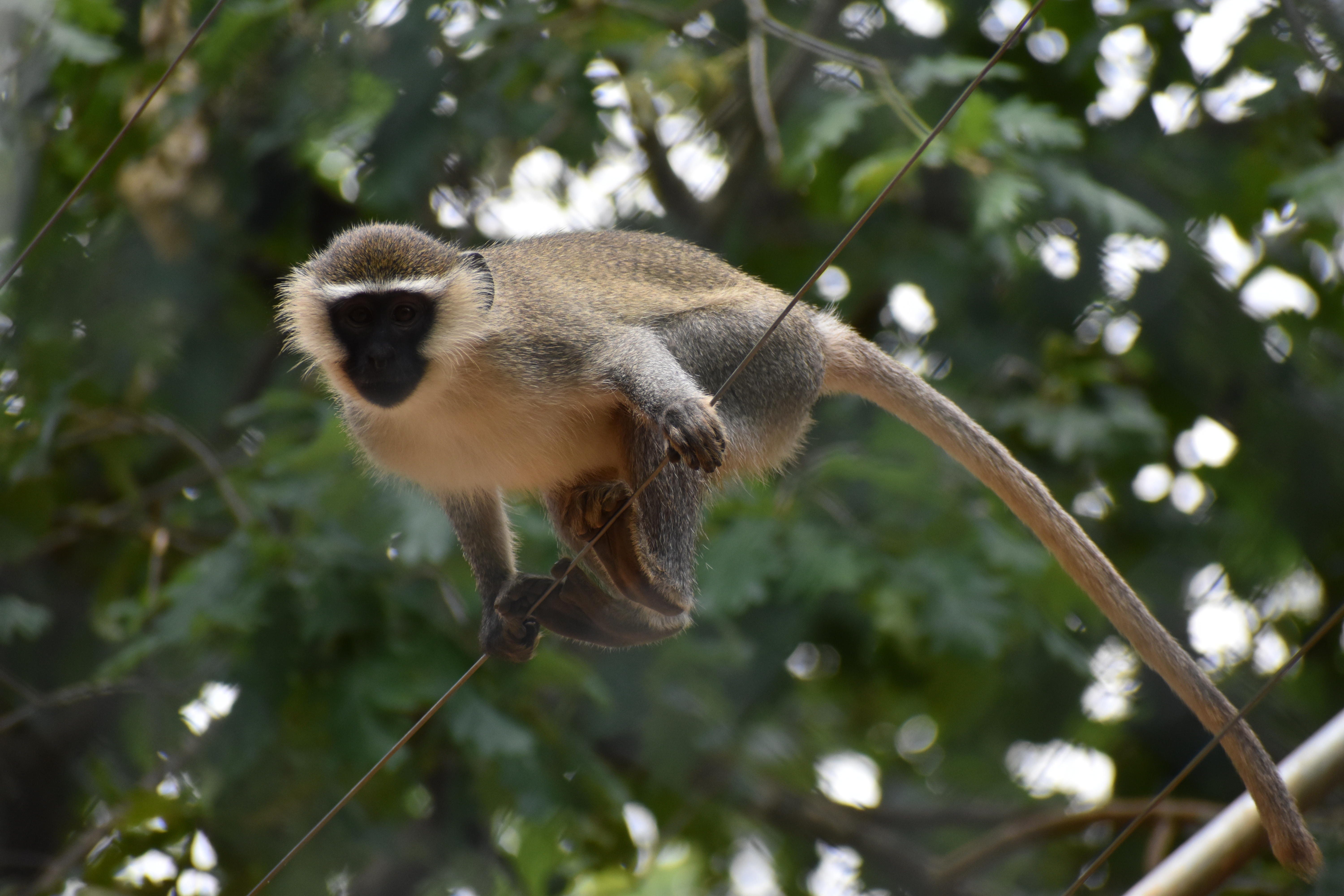
Vervet (Chlorocebus pygerythrus)
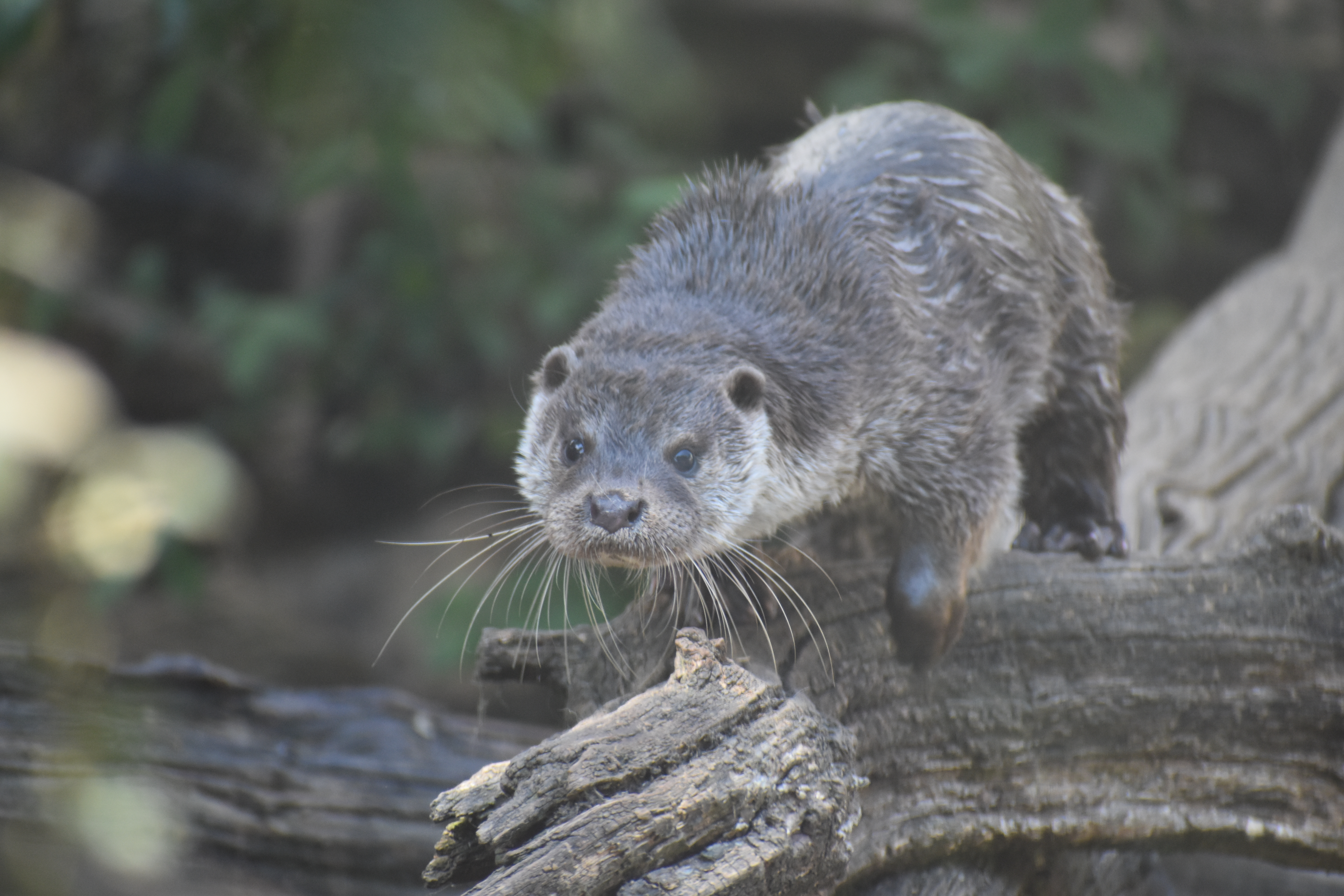
Loutre d'Europe (Lutra lutra)
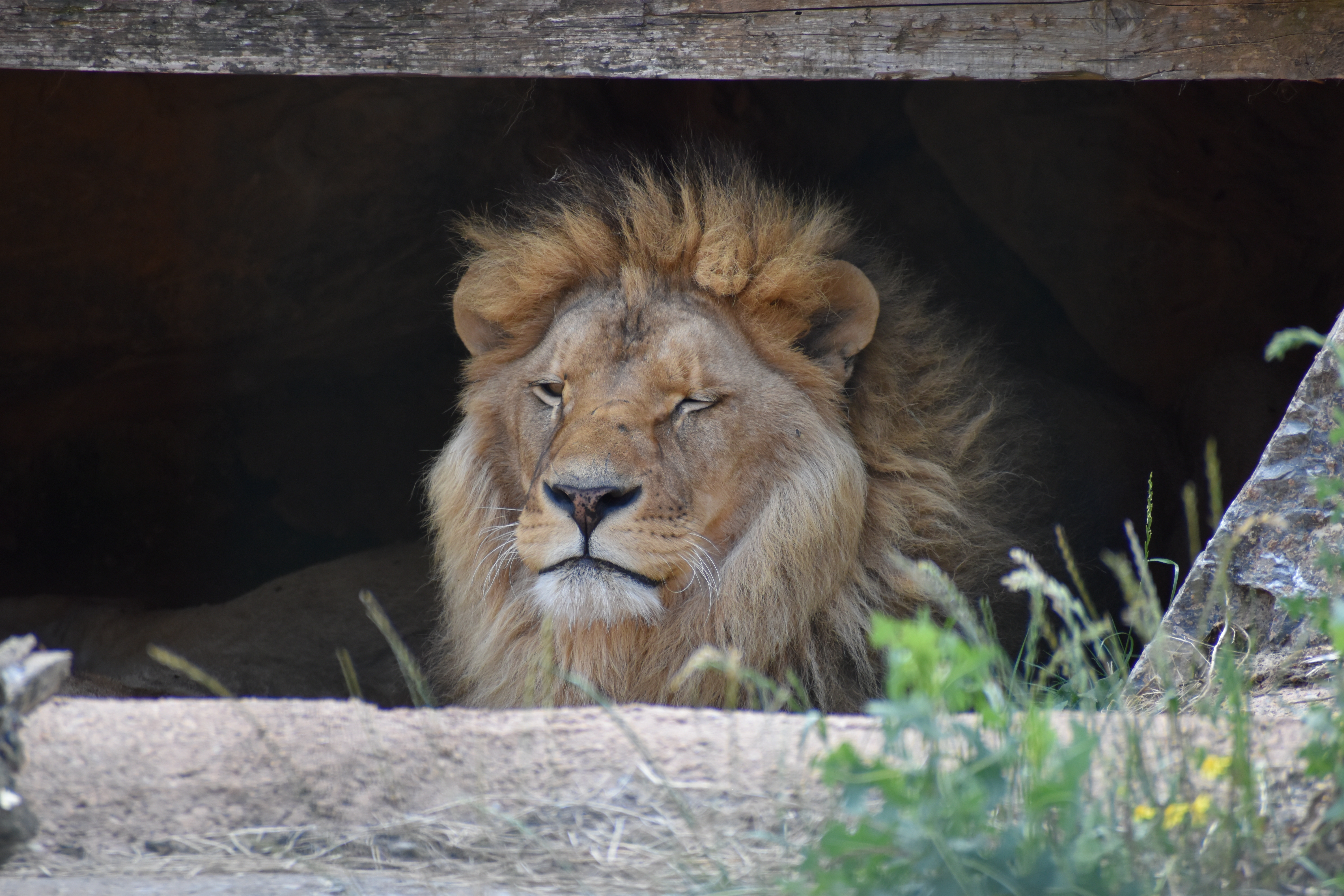
Lion (Panthera leo)
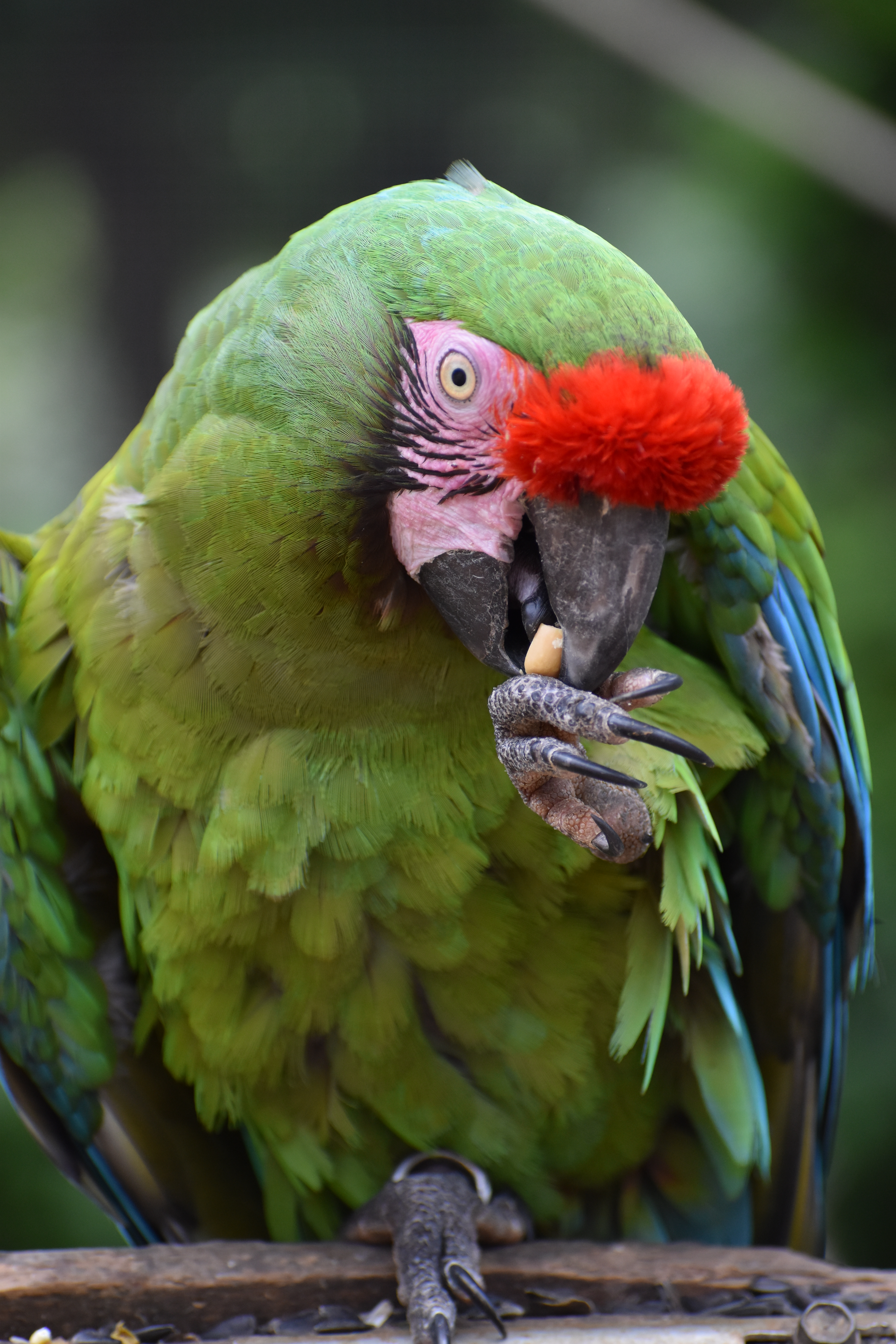
Ara militaire (Ara militaris)
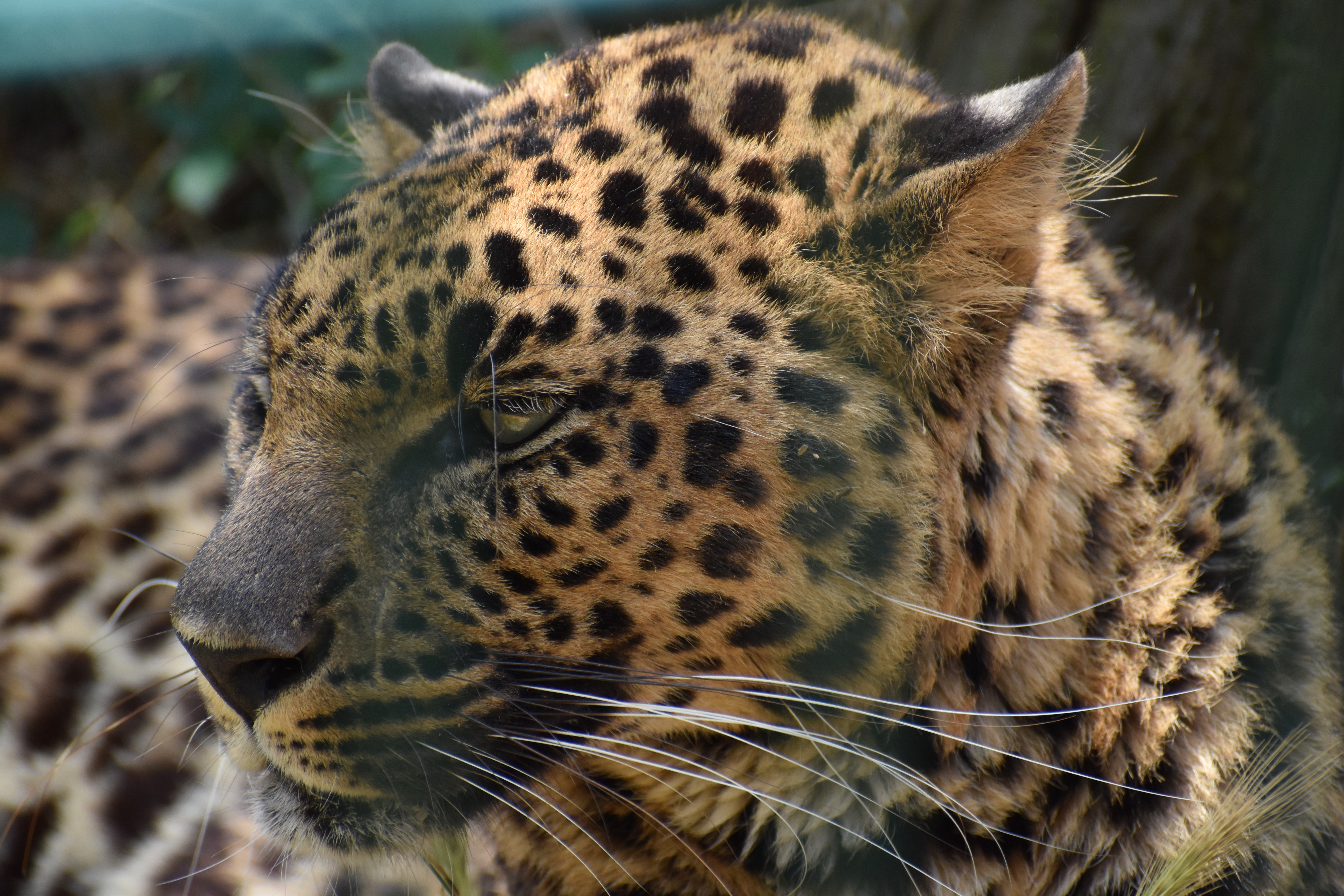
Léopard (Panthera pardus)